# Erinnerungen an die Zukunft (Film)
Erinnerungen an die Zukunft ist ein deutscher Dokumentarfilm von Harald Reinl aus dem Jahr 1969 und basiert auf dem gleichnamigen Buch von Erich von Däniken. Der Film war 1971 für den Oscar in der Kategorie Bester Dokumentarfilm nominiert. Die Erstaufführung war am 26. April 1970 in der Bundesrepublik und am 20. April 1973 in der DDR. Im Jahr 1986 erfolgte die Veröffentlichung einer überarbeiteten Fassung, mit neuen Kommentaren.

## Inhalt
In dem Dokumentarfilm, der mit wissenschaftlichem Anspruch auftritt, geht Erich von Däniken der Frage nach, ob in vergangenen Zeiten außerirdisches Leben auf der Erde gelandet ist und dabei Spuren hinterlassen hat. Dazu nimmt er den Zuschauer mit auf eine Reise zu verschiedensten antiken Bauwerken und Steinzeichnungen rund um die Welt. Gezeigt werden unter anderem Pyramiden in Ägypten, Felsenmalereien in der Sahara, Steinskulpturen wie die Moais auf der Osterinsel, Azteken- und Mayabauten in Mittel- und Südamerika sowie die Linien in der Ebene von Nazca.
Tenor seiner Erläuterungen ist, dass viele Bauten vergangener Zeiten nicht ohne die Hilfe „Fremder“ hätten entstehen können, da sie auch in heutiger Zeit mit modernster Technik nur unter enormem Aufwand zu bewerkstelligen wären. Bilder dieser Fremden seien von den antiken Hochkulturen in vielen Zeichnungen, Statuen oder Fresken festgehalten worden und bis heute erhalten geblieben. Däniken zieht den Schluss, dass viele Götter alter Kulturen in Wahrheit ebendiese Fremde waren, die einst aus den Tiefen des Weltalls kamen.

## Kritiken
„Die filmische Illustration erfolgte ohne eigene Ausdeutung, überlässt dem Zuschauer die eigene Stellungnahme. Ein Reisebericht, der zur Diskussion um das Thema anregen wird, eine Freude vor allem für die Science-Fiction-Fans.“

„Fragwürdig nicht nur durch pseudo-wissenschaftliche Argumentation, sondern auch durch den Versuch der Manipulation des Zuschauers.“